# Quais commerciaux de Surrey
Les quais commerciaux de Surrey (en anglais : Surrey Commercial Docks) sont un grand groupe de quais de Rotherhithe, au sud-est de Londres qui étaient situés sur la rive sud (côté Surrey) de la Tamise.
Les docks ont fonctionné de 1696 à 1969. La plupart ont ensuite été supprimés et réaménagés pour des logements résidentiels, et la zone est de nos jours connue sous le nom de Surrey Quays, bien que le nom de Surrey Docks soit conservé pour le quartier électoral.

## Histoire
La péninsule peu peuplée de Rotherhithe est à l'origine un marais humide le long de la rivière. Elle ne convient pas à l'agriculture, mais son emplacement au bord de la rivière, juste en aval de la Cité de Londres, en fait un site idéal pour des quais. La région est depuis longtemps associée aux activités maritimes : en juillet 1620, le navire des Pilgrim Fathers, le Mayflower, quitte Rotherhithe pour Southampton, pour commencer à charger de la nourriture et des fournitures pour le voyage vers la Nouvelle-Angleterre. Un important chantier naval de la Royal Navy est situé juste en bas de la rivière à Deptford. En 1696, Howland Great Wet Dock (du nom de la famille qui possédait le terrain) est creusé pour former le plus grand quai de son temps, capable d'accueillir 120 voiliers.
Au milieu du XVIIIe siècle, le quai est devenu une base pour les baleiniers de l'Arctique et est rebaptisé Greenland Dock (en). Cependant, au XIXe siècle, un afflux de trafic commercial en provenance de Scandinavie et de la Baltique (principalement du bois) et du Canada (denrées alimentaires pour la population de Londres) conduit à l'expansion considérable du Greenland Dock et à la construction d'autres quais pour accueillir le nombre croissant de navires. Finalement, 85 % de la péninsule, une superficie de 460 acres, est couverte par un système de neuf quais, six étangs en bois et un canal. Plusieurs des quais sont nommés d'après les origines des cargaisons de leurs clients, d'où Canada Dock, Quebec Pond, Norway Dock et Russia Dock. Le canal de Surrey est ouvert en 1807 pour relier les quais aux destinations intérieures, mais s'avère un échec commercial.

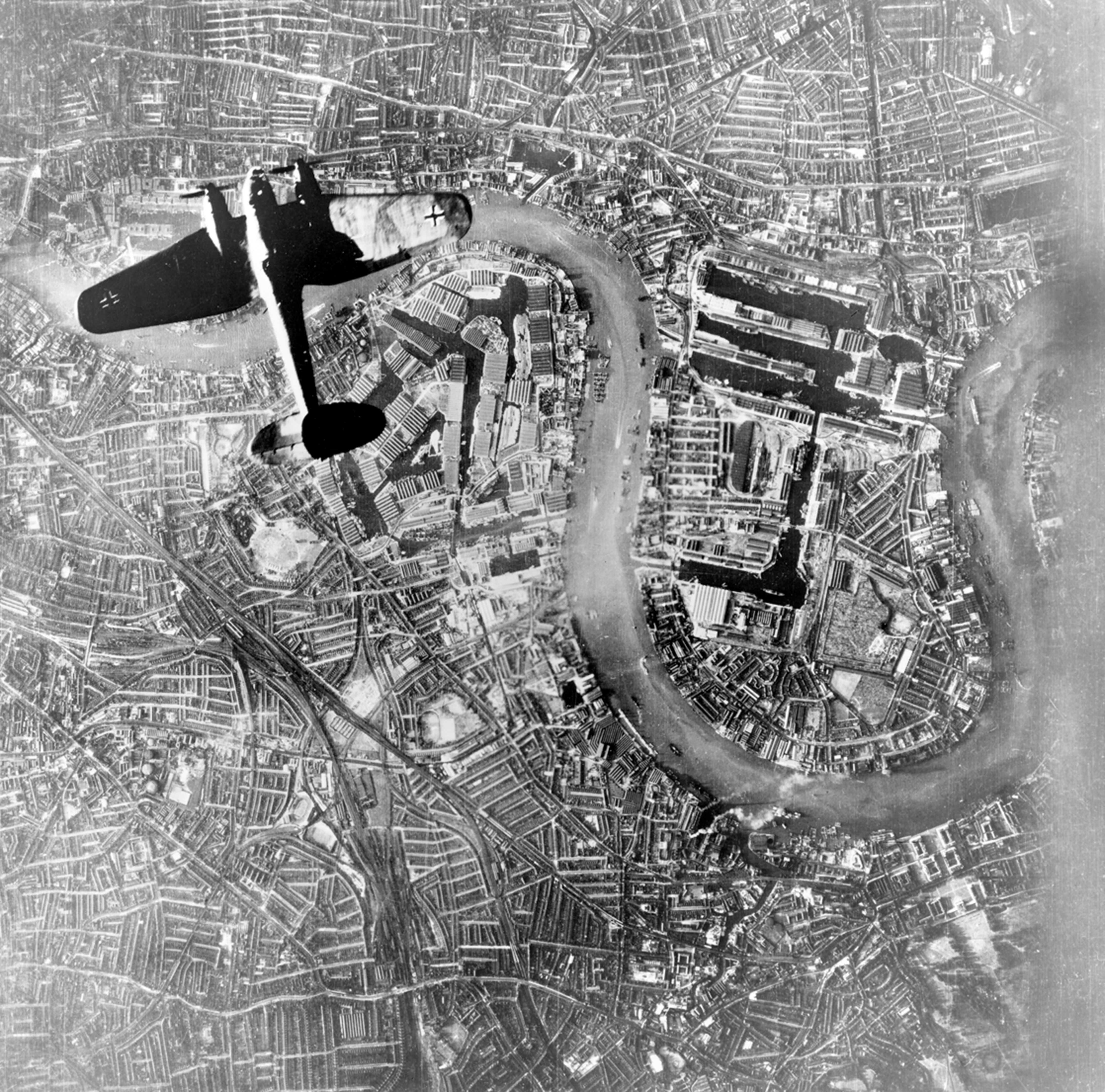
Heinkel He 111 bombardant les quais commerciaux de Surrey le 7 septembre 1940

Le déclin des quais commence après la Seconde Guerre mondiale, lorsqu'ils subissent d'énormes dégâts durant des raids aériens allemands. Le quai sud est pompé à sec et utilisé pour la construction de certains des caissons en béton qui composent les ports Mulberry utilisés le jour J. Lorsque l'industrie du transport maritime adopte le système de conteneurs pour le transport de marchandises, les quais ne peuvent accueillir les navires beaucoup plus gros nécessaires à la conteneurisation. Ils ferment finalement en 1969. 
Le canal du Surrey ferme en 1971 et est comblé. La zone reste à l'abandon pendant plus d'une décennie, avec une grande partie de l'entreposage démoli et plus de 90 % des quais comblés. Les seules zones d'eau libre restantes sont le Greenland Dock, le South Dock, les vestiges du Canada Dock (rebaptisé Canada Water) et un bassin renommé Surrey Water. 
En 1981, le gouvernement du Premier ministre Margaret Thatcher crée la London Docklands Development Corporation pour réaménager les anciens chantiers navals à l'est de la ville de Londres, y compris les quais de Surrey.

### Époque contemporaine
Au cours des années 1980 et au début des années 1990, les quais de Surrey ont été largement réaménagés et renommés Surrey Quays. Plus de 5 500 nouvelles maisons sont construites, allant de maisons individuelles à de grands complexes d'appartements. South Dock est transformé en port de plaisance - désormais le plus grand de Londres - et un centre de sports nautiques est construit sur le Greenland Dock. Canada Water et le Russia Dock deviennent des réserves fauniques, avec un parc boisé planté sur ce dernier site. La majeure partie de Norway Dock est excavée à nouveau pour former une pièce d'eau entourée d'un développement résidentiel et un autre élément ornemental, le canal d'Albion, est créé le long du côté est de l'ancien quai d'Albion, reliant le Canada Dock et les eaux du Surrey. Des installations de loisirs et un certain nombre d'usines industrielles légères sont également construites, notamment une nouvelle imprimerie pour Associated Newspapers (en), l'éditeur du Evening Standard et du Daily Mail.
En juillet 1988, le centre commercial Surrey Quays est ouvert en tant que pièce maîtresse du réaménagement (et du changement de marque) de la zone. La station de métro voisine de Londres est rebaptisée Surrey Quays quelques mois plus tard.
Surrey Docks est également un quartier du Borough londonien de Southwark. La population de ce quartier au recensement de 2011 est de 13 435 habitants.